# Энергетическая фотометрическая величина
Энергети́ческая фотометри́ческая величина́ — фотометрическая величина, количественно выражаемая в единицах энергии или мощности и производных от них. Энергетические величины характеризуют свет безотносительно к свойствам человеческого зрения.
Энергетические фотометрические величины обозначаются подстрочным индексом «e», например, Xe.
Спектральная плотность энергетической фотометрической величины {\displaystyle X_{e}} — отношение величины {\displaystyle dX_{e}(\lambda ),} приходящейся на малый интервал длин волн {\displaystyle d\lambda ,} заключённый между {\displaystyle \lambda } и {\displaystyle \lambda +d\lambda ,}, к ширине этого интервала:
{\displaystyle X_{e,\lambda }={\frac {dX_{e}(\lambda )}{d\lambda }}.}
Обозначением спектральной плотности величины служит буква, представляющая соответствующую величину, с подстрочным индексом, указывающим спектральную координату. В качестве последней могут выступать не только длина волны, но и частота, энергия кванта света, волновое число и другие.
Каждой энергетической величине соответствует аналог –  световая фотометрическая величина. Световые величины отличаются от энергетических тем, что характеризуют свет с учётом его способности вызывать у человека зрительные ощущения.
Сведения об основных энергетических фотометрических величинах приведены в таблице.

## Энергетические фотометрические величины
Энергетические фотометрические величины описывают энергетические параметры оптического излучения. Далее приведен список основных энергетических фотометрических величин с обозначениями по ГОСТ 26148—84 и единицами измерения Международной системы единиц (СИ).
| Наименование (синоним)                                                                             | Обозначение                                  | Определение                                                                         | Единица измерения | Световой аналог                     |
| -------------------------------------------------------------------------------------------------- | -------------------------------------------- | ----------------------------------------------------------------------------------- | ----------------- | ----------------------------------- |
| Энергия излучения (лучистая энергия)                                                               | {\displaystyle Q_{e}} или {\displaystyle W}  | Энергия, переносимая излучением                                                     | Дж                | Световая энергия                    |
| Поток излучения (лучистый поток)                                                                   | {\displaystyle \Phi }e или {\displaystyle P} | {\displaystyle \Phi _{e}={\frac {dQ_{e}}{dt}}}                                      | Вт                | Световой поток                      |
| Сила излучения (энергетическая сила света)                                                         | {\displaystyle I_{e}}                        | {\displaystyle I_{e}={\frac {d\Phi _{e}}{d\Omega }}}                                | Вт·ср−1           | Сила света                          |
| Объёмная плотность энергии излучения                                                               | {\displaystyle U_{e}}                        | {\displaystyle U_{e}={\frac {dQ_{e}}{dV}}}                                          | Дж·м−3            | Объёмная плотность световой энергии |
| Энергетическая светимость (излучательная способность, испускательная способность, излучательность) | {\displaystyle M_{e}}                        | {\displaystyle M_{e}={\frac {d\Phi _{e}}{dS_{1}}}}                                  | Вт·м−2            | Светимость                          |
| Энергетическая яркость                                                                             | {\displaystyle L_{e}}                        | {\displaystyle L_{e}={\frac {d^{2}\Phi _{e}}{d\Omega \,dS_{1}\,\cos \varepsilon }}} | Вт·м−2·ср−1       | Яркость                             |
| Интегральная энергетическая яркость                                                                | {\displaystyle \Lambda _{e}}                 | {\displaystyle \Lambda _{e}=\int _{0}^{t}L_{e}(t')dt'}                              | Дж·м−2·ср−1       | Интегральная яркость                |
| Облучённость (энергетическая освещённость)                                                         | {\displaystyle E_{e}}                        | {\displaystyle E_{e}={\frac {d\Phi _{e}}{dS_{2}}}}                                  | Вт·м−2            | Освещённость                        |
| Энергетическая экспозиция                                                                          | {\displaystyle H_{e}}                        | {\displaystyle H_{e}={\frac {dQ_{e}}{dS_{2}}}}                                      | Дж·м−2            | Световая экспозиция                 |
| Спектральная плотность энергии излучения                                                           | {\displaystyle Q_{e,\lambda }}               | {\displaystyle Q_{e,\lambda }={\frac {dQ_{e}}{d\lambda }}}                          | Дж·м−1            | —                                   |

Здесь {\displaystyle dS_{1}} — площадь элемента поверхности источника,
{\displaystyle dS_{2}} — площадь элемента поверхности приёмника,
{\displaystyle \varepsilon } — угол между нормалью к элементу поверхности источника и направлением наблюдения.